# 14 juillet 1971
Le mercredi 14 juillet 1971 est le 195e jour de l'année 1971.

## Naissances
- Allan Johansen, coureur cycliste danois
- Antonio Carlos Ortega, handballeur espagnol
- Bobby Despotovski, joueur de football international australien
- Bully Ray, catcheur américain
- David Hewett, joueur de rugby à XV néo-zélandais
- Dima Khatib, journaliste syriano-palestinienne
- Dmitriy Golovastov, athlète russe
- Friday, actrice pornographique américaine
- Giovanni Savarese, joueur de football vénézuélien
- Howard Webb, arbitre anglais de football
- Jari Mantila, spécialiste finlandais du combiné nordique
- Jean-Julien Chervier, écrivain et réalisateur français
- Jean-Philippe Yon, cycliste français
- Joey Styles, commentateur de catch américain
- Marie-Chantal Toupin, musicienne canadienne
- Nick McCabe, musicien anglais
- Ross Rebagliati, snowboardeur canadien
- William Rubio, pilote de moto français

## Décès
- Alfred Ritter von Hubicki (né le 5 février 1887), général hongrois
- Bernard Mallet (né le 27 mars 1900), industriel et militant royaliste français
- Christian Ravel (né le 7 août 1948), pilote motocycliste français
- Léon Thébault (né le 12 septembre 1893), personnalité politique française

## Événements
- Création de la municipalité Eeyou Istchee Baie-James au Québec